# Juan Pérez Ribes
Juan Pérez Ribes (Montroy (Valencia), 1931) is een Spaans componist, muziekpedagoog, dirigent, klarinettist en pianist.

## Levensloop
Pérez Ribes begon zijn muzikale studies bij de toenmalige dirigent Octavio Chapa van de Banda Sinfónica de la "Unión Artística Musical" de Montroy. Hij studeerde aan het Conservatorio Superior de Música "Joaquin Rodrigo" te Valencia bij Lucas Conejero García (klarinet), José Roca (piano), José María Cervera Lloret en Manuel Palau Boix (harmonie, contrapunt, fuga en compositie). Verder studeerde hij aan het Real Conservatorio Superior de Música de Madrid in Madrid bij Victorino Echevarría López en Ricardo Dorado Janeiro alsook bij Olivier Messiaen aan het Conservatoire national supérieur de musique in Parijs. Hij studeerde verder orkestdirectie bij Volker Wangenheim, Igor Markevitsj en Enrique García Asensio.
Ribes is lid van de Cuerpo Nacional de Directores de Bandas de Música Civiles (Spaanse federatie van dirigenten voor harmonieorkesten).
Van 1960 tot 1964 was hij dirigent van de Banda de Música de Casas-Ibáñez (Albacete) en van 1970 tot 1980 dirigent van de Banda de la sociedad Musical Santa Cecilia de Caspe (Zaragoza) en van het koor La Coral "Ciudad de Caspe". In 1980 en 1981 was hij dirigent van de Banda Municipal de Música de Socuéllamos (Ciudad Real) alsook van de Banda Municipal de Música de Villarrobledo (Albacete). Van 1981 tot 1997 was hij dirigent van de Banda Municipal de Música de Badajoz en was tegelijkertijd professor voor compositie en harmonieleer aan het Conservatorio Superior de Música de Badajoz te Badajoz.
Hij is medeoprichter van de Asociación de compositores sinfónicos de la comunidad Valenciana (C.O.S.I.C.O.V.A.).
Als componist schreef hij werken voor orkest, harmonieorkest, een opera, voor koren en kamermuziek. In 1953 won hij een eerste prijs bij het compositie-concours voor paso-doble georganiseerd door de Compañía Industrial Film Española, SA (CIFESA) in Valencia. Verdere belangrijke Nationale prijzen zijn: Premio de Composición "Ciudad de Mozón (Huesca)", Premio "Santa Isabel" de la Diputación de Zaragoza, Premios “Maestro Villa“ del Ayuntamiento de Madrid (1979 en 1982), Premios de Composición Coral sobre Temas Extremeños (1986 en 1988), Premio Constitución de Música de la Junta de Extremadura (1990) en 1e prijs bij het Concurso de Composición para Bandas Sinfónicas de la S.G.A.E. (1992). Hij heeft rond 150 werken op zijn naam staan.

## Composities

### Werken voor orkest

#### Symfonieën
- 1964 Sinfonía Campestre, voor orkest
- 1969 Sinfonía Estival, voor orkest

#### Concerten voor instrumenten en orkest
- 1992 Concierto, voor trompet en orkest
- 1996 Concierto, voor gitaar en orkest

#### Andere werken voor orkest
- 1964 Don Quijote de la Mancha, symfonisch gedicht voor orkest
- 1975 Planos Sonoros, voor orkest
- 1978 Partita, voor orkest
- 1979 Ravelianas, voor orkest
- 1979 Invocación, voor gemengd koor en orkest
- 1980 Suite para Orquesta
- 1983 Jota de Esparragosa, voor orkest
- 1990 Rondeña de Orellana, voor gemengd koor en groot orkest - tekst: anonymus
- 1990 Jota de la Siberia, voor gemengd koor en groot orkest - tekst: anonymus
- 2006 Suite, voor orkest

### Cantates
- 1986 Cantata a San Ignacio de Loyola, cantate voor solisten, gemengd koor en groot orkest - tekst: anonymus

### Werken voor banda (harmonieorkest)
- 1970 Scherzo
- 1972 A Caspe!, paso-doble
- 1978 Suite Manchega - première: 8 maart 1981 door de Banda Municipal de Madrid
  1. Preludio
  2. Canción de cuna
  3. Seguidillas
  4. Final (Allegro moderato)
- 1980 Suite Valenciana
- 1981 Fantasía Sinfónica
- 1985 Auto de Reyes Magos
- 1986 Unión Musical de Montroy, paso-doble
- 1988 Badajoz '88, paso-doble
- 1991 La Flor del Taroncher
- 1991 Poemeta Sinfónico a la Divina Aurora
- 1992 Concierto - "Cant al meu poble", voor trompet en harmonieorkest (verplicht werk tijdens het Certamen Internacional de Bandas de Musica Ciudad de Valencia 2001 in de "Sección de Honor (hoogste afdeling)")
- 1995 A la Vora de la Mar, suite
- 2003 Concierto, voor klarinet en groot harmonieorkest (opgedragen aan Enrique Pérez Piquer en de Banda Sinfónica de la sociedad "Lira Carcaixentina" Carcaixent.)
  1. Allegro
  2. Lento
  3. Allegro
- 2004 Sinfonía Mediterránea, voor groot harmonieorkest
- Con diez cañones por banda, voor gemengd koor en harmonieorkest - tekst: José de Espronceda
- Jota de la Siberia Extremeña (Jota), voor harmonieorkest

### Muziektheater

#### Opera's
| Voltooid in | titel      | aktes       | première | libretto     |
| ----------- | ---------- | ----------- | -------- | ------------ |
|             | Las Brujas | 3 bedrijven |          | Luis Chamizo |

### Werken voor koor
- 1985-1989 Libro de Cinco Canciones y Cinco Villancicos, voor gemengd koor - tekst: anonymus
  1. El canario malherido
  2. Esta noche ha llovido
  3. La Peregrina
  4. Nana
  5. Rondeña de Orellana
  6. La Revelación
  7. La Vírgen lava pañales
  8. Del Egipto vengo
  9. Madre a la puerta hay un Niño
  10. Ver al Niño es nacer
- 1988 Nana de media noche, voor gemengd koor - tekst: Francisco Cañamero
- 1989 Estreno en la Escuela, hymne voor gemengd koor en harmonieorkest
- 1990 Coplas a lo Divino, voor zesstemmig gemengd koor - tekst: San Juan de la Cruz
- 1990 X Aniversario del Festival, hymne voor gemengd koor en harmonieorkest
- 1991 El Niño dormido, voor gemengd koor - tekst: Francisco Cañamero
- 1991 Ruiseñores en Belén, voor gemengd koor - tekst: Antonio Montero
- 1992 Interleccional, voor gemengd koor
- 1992 Encuentro Extremadura y América, hymne voor gemengd koor en harmonieorkest
- 1993 Canción de madrugar, voor gemengd koor
- 1993 Santa Marta, hymne voor gemengd koor en harmonieorkest
- 1996 Los años, voor gemengd koor
- 1996 El refajo, voor gemengd koor
- 1996 No sale el sol, voor gemengd koor
- 1996 A Vírgen de la Soledad, hymne voor gemengd koor en harmonieorkest - tekst: M. Santiago Castello
- 2002 Coral sobre temas Manchegos, voor gemengd koor (won de 1e prijs bij de compositiewedstrijd georganiseerd door de Agrupación Musical y de Enseñanza de Villarrobledo (AMEV))
- 2006 La Uva - Popular de Olivenza, voor gemengd koor
- A unos ojos, voor gemengd koor (opgedragen aan het koor La Coral M. "Ciudad de Caspe")
- Alborada, voor gemengd koor
- Ave Maria, voor gemengd koor
- Himno a Nuestra Señora de la Hermosa, hymne voor gemengd koor en harmonieorkest

### Vocale muziek
- 1969 Canción de Otoño, Primavera y Amapola, voor zangstem en piano
- 1984 Música sobre un poema de Lorca, «La Sangre Derramada», voor zangstem en piano
- 1988 Primavera en Madrid, voor zangstem en piano - tekst: José María Blanc
- 1988 La Mirada, voor zangstem en piano - tekst: Antonio Matea
- 1988 Por qué no llega, voor zangstem en piano - tekst: María Nieves Martínes Valiente
- 1990 No es mi deseo, voor zangstem en piano - tekst: R. Ballesteros
- 1991 Alabad al Señor, voor zangstem, gemengd koor en orgel
- Bajo, voor zangstem, piano, klarinet en hoorn
- Cuatro Poemas, voor sopraan en piano
- Reflexiön, voor sopraan, tenor en orgel
- Tres canciones populares, voor sopraan en piano - tekst: anonymus

### Kamermuziek
- 1972 Cuarteto, voor saxofoon- of klarinetkwartet
- 1976 Fantasía, voor klarinet en piano
- 1976 Trio, voor dwarsfluit, hobo en klarinet
- 1980 Sonata, voor hoorn en piano
- 1991 Sonata, voor cello en piano
- 1991 Fantasía, voor viool, cello en piano
- 1992 Canción «Recuerdos», voor viool en piano
- 1996 Tema y Variaciones, voor cello solo
- 1996 Suite, voor dwarsfluit en klarinetoctet
- 2010 Fantasía de Colores, voor klarinet solo

### Werken voor orgel
- 1996 Fantasía

### Werken voor piano
- 1983 Arabesco
- 1983 Danza Española
- 1992 Música para un sueño

### Werken voor gitaar
- 1989 Sugerencias
- 1989 Fantasía
- 1989 Habanera